# Мозолівка (Надвірнянський район)
Мозолíвка — село Надвірнянського району Івано-Франківської області. Належить до Пасічнянської сільської громади.

## Постаті
- Плитус Андрій Романович (1992—2024) — сержант Національної гвардії України, учасник російсько-української війни.